# Walter Planckaert
För andra personer med samma efternamn se Planckaert
Walter Planckaert, född den 8 april 1948 i Nevele är en belgisk före detta landsvägscyklist som var professionell från 1970 till 1985. Hans främsta merit är segern i Flandern runt 1976, men därutöver vann han även Amstel Gold Race 1972, Grote Prijs E3-Harelbeke 1976, samt Kuurne-Bryssel-Kuurne 1973 och 1979. Utöver att han vann Flandern runt, blev han top-4 i tre av de fyra övriga monumenten (4:a i Paris-Roubaix 1973, 2:a i Liège-Bastogne-Liège 1974 och 4:a i Milano-Sanremo 1976) – han startade aldrig i Lombardiet runt...
Efter karriären fortsatte Planckaert som sportchef för olika stall, och som sådan tilldelades han Kristallen Fiets ("Kristallcykeln") som bäste belgiske manager 2014 och 2015.
Walter Planckaerts båda bröder, Eddy (född 1958) och Willy (född 1944), var även de tävlingscyklister, liksom brorsönerna Jo Planckaert och Francesco Planckaert.

## Meriter
1971
Vinnare av Omloop van het Waasland
1972
Vinnare av Amstel Gold Race
Vinnare av prologen (TTT) i Tour of Belgium
1973
Vinnare av Kuurne-Bryssel-Kuurne
Vinnare av etapp 3 i Tour of Belgium
Vinnare av etapp 2 (TTT) i Tour de France
3:a i Grote Prijs E3-Harelbeke
3:a i Gent-Wevelgem
4:a i Paris-Roubaix
4:a i Flèche Wallonne
1974
Vinnare av etapp 1 i Tirreno-Adriatico
2:a i Omloop der Vlaamse Ardennen-Ichtegem
2:a i Amstel Gold Race
2:a i Liège-Bastogne-Liège
8:a i Flèche Wallonne
1975
Vinnare av etapp 1 i Tirreno-Adriatico
Vinnare av prologen (TTT) i Tour de Luxembourg
2:a i i linjelopp vid Belgiska mästerskapen
3:a i Grand Prix de Fourmies
4:a i Flandern runt
9:a i Rund um den Henninger Turm
10:a i Milano-Sanremo
10:a i Flèche Wallonne
1976
Vinnare av Grote Prijs E3-Harelbeke
Vinnare av etapperna 1b och 5 i Tour of Belgium
Vinnare av Flandern runt
Vinnare av Grand Prix de Denain
Vinnare av etapp 1b och 2 i Critérium du Dauphiné libéré
3:a i Dwars door Vlaanderen
4:a i Dunkerques fyradagars
4:a i Milano-Sanremo
5:a i Paris-Bryssel
1977
Vinnare av etapp 3 i Étoile de Bessèges
Vinnare av Grand Prix de Wallonie
Vinnare totalt av Tour of Belgium
Vinnare av etapperna 1a, 1b och 3
Vinnare av Bryssel-Ingooigem
Vinnare av etapp 5 i Dunkerques fyradagars
Vinnare av Grote Prijs Jef Scherens
2:a i Kuurne-Bryssel-Kuurne
7:a i Milano-Sanremo
7:a i Flèche Wallonne
1978
Vinnare av Circuit de Wallonie
Vinnare av etapp 1 i Tour de France
Vinnare av prologen i Ronde van Nederland
2:a i Omloop van het Waasland
2:a i Gent-Wevelgem
3:a i Kuurne-Bryssel-Kuurne
5:a i Rund um den Henninger Turm
9:a i Flandern runt
1979
Vinnare av Kuurne-Bryssel-Kuurne
Vinnare av etapp 3 i Dwars door West-Vlaanderen
Vinnare av etapp 3 och 5 i Tour of Belgium
2:a i Dwars door Vlaanderen
2:a i GP de Cannes
7:a i Paris–Roubaix
1980
Vinnare av etapp 1 i Tour Méditerranéen
Vinnare av Omloop van het Houtland
2:a i Omloop Het Volk
1984
Vinnare av etapp 1 i Tour Méditerranéen
Vinnare av etapp 2 (TTT) i Paris-Nice
Vinnare av Dwars door Vlaanderen
Vinnare av etapp 5 i Dunkerques fyradagars
Vinnare av etapp 5 i Ronde van Nederland
2:a i Kuurne-Bryssel-Kuurne
1985
Vinnare av etapp 4 (TTT) i Paris-Nice
Vinnare av etapp 5 (TTT) i Ronde van Nederland
2:a i Grand Prix d'Ouverture La Marseillaise
8:a i Flandern runt